# Yōjo Senki
Yōjo Senki (jap. 幼女戦記) ist eine Light Novel des japanischen Autors Carlo Zen mit Illustrationen von Shinobu Shinotsuki, die seit 2013 in Japan erscheint. Später wurde sie als Manga und Anime umgesetzt, die international als Tanya the Evil beziehungsweise Saga of Tanya the Evil vermarktet werden. Die Handlung folgt einem japanischen Angestellten, der als magisch begabtes Mädchen in einer Parallelwelt wiedergeborenen wurde und nun im dort stattfindenden Weltkrieg als Soldatin zu überleben versucht. Das Werk ist in die Genres Action und Fantasy einzuordnen.

## Inhalt
Als ein japanischer Geschäftsmann ermordet wird, erscheint ihm ein allmächtiges Wesen. Der Mann weigert sich, dieses als Gott anzuerkennen und wird zur Strafe in einer anderen Welt wiedergeboren – als armes Mädchen in einer Umgebung ähnlich dem Europa zu Beginn des 20. Jahrhunderts. Der Mann nimmt sich, nun als das Mädchen Tanya Degretschow, vor, so gut wie möglich zu überleben und weigert sich weiter, an Gott zu glauben. Den, dem er das alles zu verdanken hat, nennt er „Wesen X“. Nach einiger Zeit wird entdeckt, dass Tanya über magische Fähigkeiten verfügt. Sie wird vom Militär ausgebildet und zeigt sich besonders mächtig. Dies will sie nutzen, ihr Ziel von einem guten und sicheren Leben zu erreichen.
Doch es bricht ein großer Krieg zwischen ihrem Land und dessen Nachbarland aus. Als Teil der Magier-Einheiten muss Tanya nun an die Front, auch wenn sie erst zehn Jahre alt ist. Durch ihr Geschick wird sie bald ausgezeichnet und soll bei einem Forschungsprojekt mitarbeiten. Das jedoch entpuppt sich – entgegen ihren Hoffnungen – als noch gefährlicher als die Front. Durch Intervention des Wesens X wird das Projekt gegen den Willen Tanyas zu einem Erfolg. Ihr Leben wird nur gerettet, indem sie zu Gott betet, sodass dann ihr neu entwickelter magischer Kristall funktioniert. Mit diesem wird sie schnell zur Allzweckwaffe der Armee und überall eingesetzt, wo der Feind die Überhand zu gewinnen droht. Mit ihren Kameraden und Untergebenen geht sie grob um und ist so bald berüchtigt und gefürchtet, obwohl sie so jung ist. Als sie wieder in die Hauptstadt beordert wird, empfiehlt sie nur ihre Untergebene Viktoriya Ivanovna „Visha“ Serebryakov für die Offizierslaufbahn, die ihr nun weg von der Front folgt.
Erster Einsatzort von Tanyas neuer Magier-Einheit ist das Fürstentum Dakia, welches ohne Kenntnisse der modernen Kriegführung und ohne Magier das Imperium angreift und von Tanya binnen kürzester Zeit vernichtend geschlagen wird. Als Nächstes geht es an die Nordfront gegen die Legdonische Allianz. In einer gewagten Landungsoperation gelingt es dem Imperium, im Rücken der feindlichen Front zu landen und die Allianz somit zur Aufgabe zu zwingen. Nach dem Wegfall Dakias und der Allianz bleibt nur noch die westliche Republik als Gegner des Imperiums. Als es in einer durch das Imperium besetzten Stadt zur Rebellion kommt, wird Tanya eingesetzt um das Feuer der Artillerie auf die Stadt zu leiten. Hierbei erlässt sie vorher einen Evakuierungsbefehl um rechtlich gesehen kein Kriegsverbrechen zu begehen. Im Anschluss wird die Stadt von imperialer Artillerie in Brand geschossen. Anschließend unterstützt sie durch Operationen im Hinterland einen Überraschungsangriff des Imperiums und trägt so zur Niederlage der Republik bei.
Das Ende des Krieges rückt jedoch in weiter Ferne, als die Reste der republikanischen Armeen in ihre Kolonien in Übersee flüchten, um den Krieg als Exilarmee fortzusetzen. Das ernüchterte Imperium ist gezwungen, ebenfalls Truppen nachzusenden. Doch während der Kämpfe erklärt auch die östliche Union dem Imperium den Krieg und Tanya und das Imperium stolpern direkt in den nächsten Totalen Krieg. Je länger der Krieg andauert, desto unwahrscheinlicher wird ein Sieg des Imperiums noch und desto mehr stumpfen Tanya und ihre Getreuen ab.
Unterbrochen wird die Handlung in Light Novel und im Manga durch die Recherchen eines Journalisten des „Vereinigten Königreichs“, der Jahre später ein Buch über den Krieg schreiben möchte. Obwohl nicht explizit erwähnt, wird durch die Szenen angedeutet, dass das Imperium den Krieg verloren hat.

## Veröffentlichungen

### Bücher
Die von Carlo Zen geschriebene und von Shinobu Shinotsuki illustrierte Light Novel erschien zunächst auf der Website Arcadia. Seit 31. Oktober 2013 wird sie bei Enterbrain als Buch herausgebracht. Bisher erschienen 14 Bände.
Seit April 2016 erscheint eine Adaption der Reihe als Manga im Magazin Comp Ace von Kadokawa Shoten. Autor und Zeichner ist Chika Tōjō. Bisher erschienen 32 Sammelbände (Stand Juli 2025). Nachdem im Januar 2017 auch die Anime-Fernsehserie gestartet war, wurden die ersten beiden Bände erneut stark verkauft und kamen auf ca. 85.000 bzw. 73.000 abgesetzte Exemplare. Im April verkaufte sich der vierte Band in der ersten Woche nach Veröffentlichung über 22.000 mal. Bis Ende April 2018 wurden von der Reihe einschließlich des Manga mehr als 3 Millionen Exemplare verkauft.
Eine deutsche Übersetzung erscheint seit Mai 2018 als Tanya the Evil bei Egmont Manga mit bisher 28 Bänden (Stand Juli 2025).

### Anime-Umsetzung
Beim Studio NUT entstand unter der Regie von Yutaka Uemura eine Anime-Adaption für das japanische Fernsehen. Drehbuchautor war Kenta Ihara und das Charakterdesign entwarf Yuji Hosogoe. Die künstlerische Leitung lag bei Satoru Hirayanagi. Die 12 Folgen der Serie wurden vom 6. Januar bis zum 31. März 2017 von den Sendern Aichi Television Broadcasting, AT-X, KBS Kyoto, Nippon BS Broadcasting Corporation, Sun TV und Tokyo MX in Japan ausgestrahlt. Parallel wurde der Anime von der Plattform Crunchyroll per Streaming veröffentlicht, unter anderem mit deutschen Untertiteln und seit dem 26. September 2018 mit deutscher Synchronisation.
Am 8. Februar 2019 folgte ein Film der an die Serie anknüpft und ebenfalls von Studio NUT und unter der Regie von Yutaka Uemura entstand. Die Einnahmen betrugen 100 Millionen Yen in den ersten fünf Tagen und 400 Millionen Yen insgesamt.
Mitte Juni 2021 wurde bekanntgegeben, dass der Anime eine Fortsetzung in Form einer zweiten Staffel erhält. Dabei bleibt das Produktionsteam und auch die Synchronstimmbesetzung die gleiche wie der ersten Staffel der Serie. Ein Erscheinungsjahr wurde jedoch nicht bekanntgegeben.
Im Februar 2025 erwähnte ein Animator von Studio NUT versehentlich während eines YouTube-Videos, dass die zweite Staffel 2026 erscheinen wird. Eine offizielle Bestätigung von Seiten des Animationsstudios zu dieser Aussage gab es jedoch nicht.

#### Synchronsprecher
| Rolle a                                           | Japanische Stimme (Seiyū) | Deutsche Stimme      |
| ------------------------------------------------- | ------------------------- | -------------------- |
| Tanya (von) Degretschow / Tanya (von) Degurechaff | Aoi Yūki                  | Mayke Dähn           |
| Viktoriya Ivanovna „Visha“ Serebryakov            | Saori Hayami              | Katharina von Daake  |
| Hans von Zettour                                  | Hōchu Ōtsuka              | Dirk Hardegen        |
| Erich von Rerugen / Erich von Lergen              | Shinichiro Miki           | Tobias Brecklinghaus |
| Kurt von Rudersdorf                               | Tesshō Genda              | Torsten Münchow      |
| Matthäus Johann Weiß / Matheus Johan Weiss        | Daika Hamano              | Matthias Ransberger  |
| Willibald König / Wilibald Koenig                 | Jun Kasama                | Uwe Thomsen          |
| Reiner Neumann / Rhiner Neumann                   | Daichi Hayashi            | Stefan Lehnen        |
| Warren Grantz / Vooren Glanz                      | Yūsuke Kobayashi          | Arne Hörmann         |

Anmerkung:

#### Musik
Die Musik der Serie wurde komponiert von Shūji Katayama. Der Vorspann ist unterlegt mit Jingo Jungle von Myth&Roid und die beiden Abspannlieder sind Los! Los! Los! von Aoi Yūki und Sensen no Realism (戦線のリアリズム) von Mako Niina. Letzteres wird auch während der 9. Folge gespielt.

### Hörspiel
Mit dem 3. Band der Light Novel erschien am 29. November 2014 eine Hörspiel-CD zu Yōjo Senki.